# Pèrdua de llibres en l'antiguitat tardana
La pèrdua de llibres en l'antiguitat tardana (el període comprés entre la fi del segle iii i la  del segle vi) representa una pèrdua irreparable per al patrimoni cultural de l'Antiguitat clàssica, que en la seua major part es plasmava en forma de llibres antics. A causa de la pèrdua de gran part de la literatura grega i llatina antigues, el nombre d'obres que ens han pervingut és extremament reduït. La majoria de textos que han sobreviscut, però, s'han conservat en còpies medievals; molt pocs textos originals de l'Antiguitat han sobreviscut.

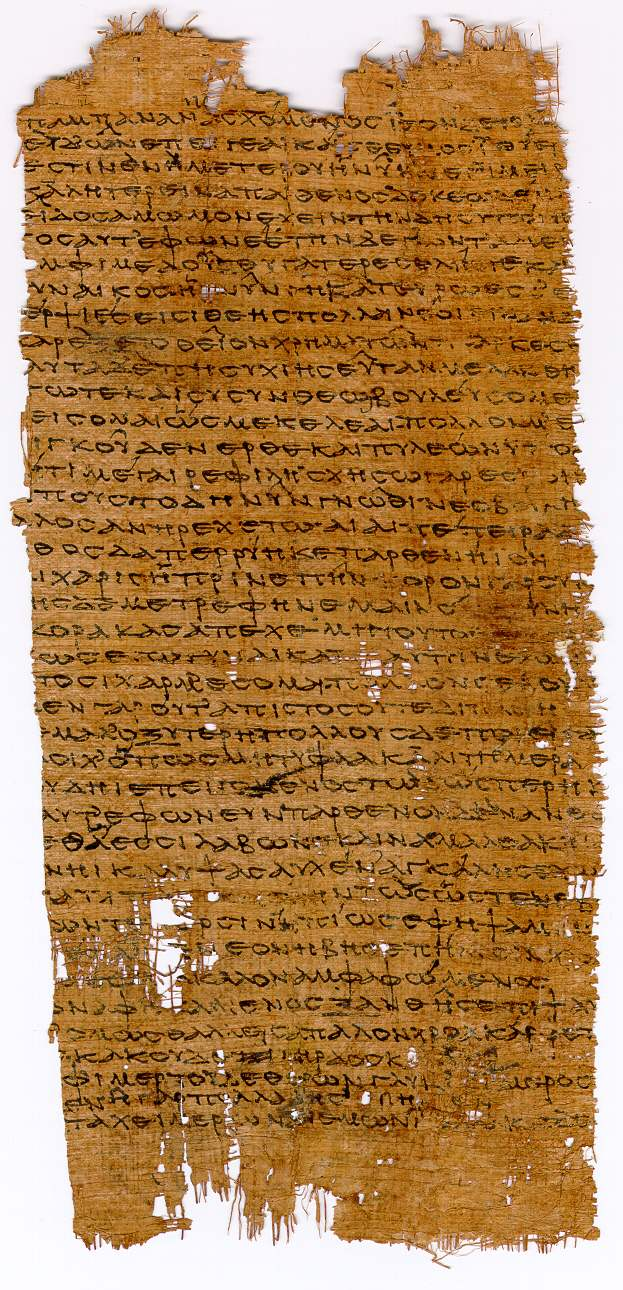
Papir amb inscripció, P. Colònia 58 (s. I-II), amb versos d'Arquíloc en grec antic

Les raons d'aquesta pèrdua massiva són diverses i controvertides. L'anomenada crisi del segle III en suposà un punt d'inflexió. Hi ha proves de la destrucció sistemàtica d'escrits cristians durant la seua persecució, així com d'escriptors pagans en el període de cristianització de l'Imperi Romà. És possible que altres causes en siguen el declivi cultural i els aldarulls de l'època de les migracions bàrbares, especialment a Occident, quan moltes col·leccions de llibres foren destruïdes en els conflictes bèl·lics, i amb la desaparició de les elits culturals que eren els darrers portadors de la cultura escrita. Els canvis en els suports –com el canvi del papir al pergamí i del pergamí als còdexs– així com el cànon literari i el sistema educatiu, també en foren barreres afegides. La transmissió de les obres finalitzava si no es reescrivien pas en el nou suport.
Mentre que en l'Imperi Romà d'Orient la tradició literària de l'Antiguitat es mantingué fins a la caiguda de Constantinoble, a Occident,  només una elit de persones riques conservà el llegat a la fi de l'Antiguitat en una reduïda selecció d'obres. A aquest cercle pertanyia Cassiodor, de família senatorial, que en el segle vi aplegà les restes de literatura que encara es conservava i establí la producció de llibres al Monestir de Vivarium, possibilitant les bases de la producció de llibres en l'edat mitjana. Sobretot als segles VII i VIII, molts manuscrits d'autors clàssics i d'alguns de cristians foren esborrats i reescrits. Dels pocs manuscrits llatins més antics que encara es conserven, la majoria dels quals contenen textos d'autors clàssics, només es conserven com a palimpsestos. Per tant, el Renaixement carolingi, en què la producció de manuscrits de textos clàssics tornà a florir, tingué una gran importància per a la transmissió. Les raons per a la creació de palimpsestos foren diverses, generalment consideracions pràctiques com el cost del material, el canvi de la manera d'escriptura o un canvi en els gustos literaris, i potser també motius religiosos en el cas de textos clàssics i herètics.
Les conseqüències de la pèrdua de gran part de la literatura antiga foren significatives. Només amb la invenció de la la impremta en el segle xv els textos antics tornaren a ser accessibles a un públic ampli. Molts assoliments de l'era moderna s'inspiraren directament o indirecta en aquests escrits. Fins al segle xix les biblioteques modernes no van aconseguir el nombre de textos que tenien en l'Antiguitat.

## Les col·leccions de llibres de l'Antiguitat i la seua transmissió
Abans del descobriment del papir a partir del 1900, la transmissió de la literatura grega anterior al segle vi coneixia uns 2.000 noms d'autors; només, però, se n'havien preservat les obres o parts de 253. Quant a la literatura llatina, es coneixien 772 noms d'autors i només se n'havien conservat escrits de 144. Això feu concloure que menys del 10% de la literatura antiga ens ha pervingut. Els gairebé 3.000 noms d'autors representen un nombre insignificant. Aquests noms corresponen sobretot a autors clàssics emprats en l'educació, i no abasten la totalitat dels títols antics, a més a més de la sobrerepresentació de molts autors cristians si comparem la seua producció amb la resta de la cultura de l'Antiguitat.

Un càlcul del nombre de títols de l'Antiguitat sols es pot inferir de manera indirecta per la història de les biblioteques. La biblioteca més famosa de l'Antiguitat, la d'Alexandria, va augmentar de 532.000 a 700.000 rotlles entre el 235 i el 47 abans de la nostra era. La majoria en grec. Un rotlle corresponia aproximadament a un títol. Per tant, la producció de títols en el món grec ascendia si més no a 1.100 títols a l'any. Extrapolat a l'any 350, parlem d'una col·lecció d'aproximadament un milió de títols.
L'estadística de les col·leccions de biblioteques, fins on es coneix, mostra una bretxa en la història de la transmissió de coneixements, des de l'Antiguitat fins a l'època actual. Fins al segle xix les biblioteques europees no van tornar a tenir fons comparables als de les biblioteques de l'Antiguitat
El volum de les obres en llatí no pot determinar-se pas amb precisió; podria, però, haver arribat a una magnitud comparable. Atés que les obres més trivials de les províncies no devien trobar lloc en les grans biblioteques, el fons total de títols antics podria haver superat el milió. Sota l'estimació d'una distribució mitjana de 10 a 100 còpies, això es traduiria en una quantitat de rotlles o llibres que podria arribar a uns milions. D'aquests milions d'obres de l'època anterior al 350, ni una sola s'ha conservat en cap biblioteca. Totes les obres de l'època precristiana, és a dir, d'abans del 350, segurament es van transmetre en edicions cristianes, que es produïren a partir dels segles III i IV (sobretot a Occident, i al segle IV).
La quantitat de textos antics transmesos (sense comptar les troballes) encara no s'ha determinat pas amb precisió. Es calcula que serien uns 3.000, dels quals uns 1.000 són en llatí. La majoria se n'han conservat en fragments. El volum total de textos no cristians conservats, si més no en llatí, cabria en menys de 100 còdexs. Per tant, la pèrdua en la quantitat de títols antics és molt significativa i podria estar en l'ordre d'un de mil. Segons aquest càlcul, només el 0,1% o un de cada 1.000 títols hauria sobreviscut. Aquesta xifra s'obté comparant unes existències totals calculades en uns milions de títols amb els milers de títols supervivents, o en comparar la darrera biblioteca de l'Antiguitat, la Biblioteca Imperial de Constantinoble, incendiada cap al 473, que contenia uns 120.000 llibres, amb la primera biblioteca medieval coneguda d'Occident, la de Cassiodor, que tenia al voltant de 100 còdexs l'any 576.

## La pèrdua de llibres

### Col·leccions antigues
En l'Antiguitat hi havia un gran nombre de biblioteques. Es coneixien biblioteques públiques urbanes i privades d'entre 20.000 a 50.000 rotlles de papir o pergamí. Aquestes biblioteques eren tant a Roma (amb unes 29 biblioteques públiques l'any 350) com a les províncies de l'imperi. Durant la visita de Cèsar a Alexandria, és probable que no es cremàs la gran Biblioteca d'Alexandria totalment, sinó potser únicament un magatzem del port que contenia al voltant de 40.000 rotlles. Aquests podrien haver-se'n destinat a l'exportació com a part de la producció anual. És un fet conegut que Alexandria continuà sent un centre d'estudi i recerca molt després d'aquest accident. La Biblioteca d'Alexandria ja tenia més de 490.000 rotlles en l'època hel·lenística, mentre que la de Pèrgam en tenia uns 200.000. Durant l'època imperial romana, potser algunes ciutats aconseguiren un nivell similar, ja que tenir una biblioteca era un símbol d'estatus i prestigi.
No s'han conservat pas registres precisos sobre la magnitud de les grans biblioteques a la Roma antiga. Per l'evidència arqueològica, s'ha deduït que la Biblioteca Palatina i la Ulpia podrien haver tingut lloc per a almenys 100.000 rotlles de papir o pergamí. Potser en aquestes biblioteques sols es guardaven els rotlles més valuosos. A més a més, la Biblioteca de Pèrgam també tenia la majoria de les col·leccions en dipòsit. Per la grandària dels edificis d'aquestes biblioteques principals de Roma, així com les d'Alexandria i Atenes, es creu que cadascuna podria haver tingut espai per a milions de rotlles. Amb aquesta distribució geogràfica de la literatura antiga en biblioteques importants, la pèrdua d'una sola biblioteca no representaria un problema fatal per a la preservació del coneixement en l'Antiguitat.

### Factors de la pèrdua de llibres

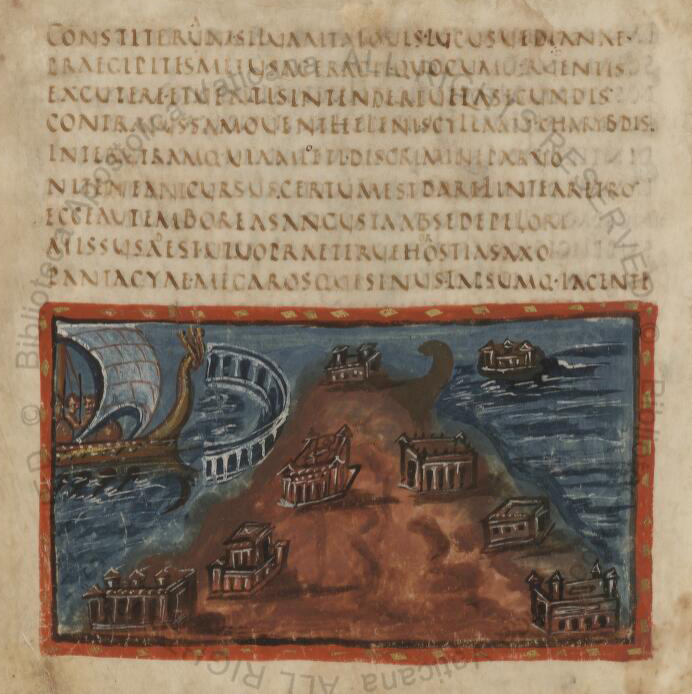
Pàgina d'un dels llibres més antics que es conserven, el Vergilius Vaticanus (cap al 400), un magnífic manuscrit de poemes de Virgili. El bon estat de conservació demostra que llibres anteriors a l'any 300 podrien haver sobreviscut fins als nostres dies

Els escrits d'alguns autors antics podrien haver estat destruïts fins i tot abans de l'època de l'Antiguitat tardana, com ho demostra el cas de Tit Labié, els escrits del qual foren cremats per ordre d'August a causa d'un delicte de lesa majestat. Degué ser, però, un cas minoritari.
Hi havia l'antiga teoria de la "reescriptura-descomposició", que suggeria que al voltant de l'any 400 s'havia produït una transició de papirs a còdexs de pergamí. En l'era dominada pel cristianisme, o potser abans, la societat hauria perdut interés en els rotlles no cristians. Per tant, no els van continuar copiant i, al llarg de l'edat mitjana, es van deteriorar a les biblioteques, mentre que els còdexs de pergamí més duradors hi sobrevisqueren.
Entre els investigadors tampoc resta esclarida la magnitud de la pèrdua. Per exemple, en la presentació general de la història de la transmissió escrita de Reynolds i Wilson (Scribes and Scholars), no es dona pas informació sobre la grandària de les biblioteques de Cassiodor. S'esmenten escrits perduts que suposadament van ser citats l'any 600, sense discutir si aquestes cites provenen d'obres originals o d'extractes prèviament existents. És comunament acceptada la idea que, junt o fins i tot abans de les destruccions del període de les invasions bàrbares, la cristianització fou un dels factors que va contribuir a la pèrdua de la literatura antiga.

Els papiròlegs qüestionen la menor durabilitat del papir. Roberts i Skeat estudiaren aquest tema en The Birth of the Codex (El naixement del còdex) el 1983, i concloïen que el papir, en condicions normals d'emmagatzematge, no és pas menys durador que el pergamí. Tot i que es poden trobar exemples de convivència pacífica entre no cristians i cristians en l'imperi, en temps recents s'ha emfasitzat de nou la violència dels conflictes religiosos. Els conflictes religiosos sovint tenien motivacions socials i eren fomentats per autoritats cristianes institucionals o espirituals. El cristianisme primitiu era especialment atractiu per a les classes baixes menys alfabetitzades. La política religiosa oficial depenia de l'emperador regnant en aqueix moment, i emperadors com Teodosi I el Gran i altres intervenien principalment en disputes internes de l'Església, amb lleis específiques que legitimaven els conflictes religiosos. El declivi de les religions de l'Antiguitat fou un procés llarg. Com resumeix una obra sobre la cristianització de l'Imperi Romà: 
| «              | "Silenciar, cremar i destruir eren formes d'argumentació teològica. I acabada la lliçó, monjos i bisbes, així com generals i emperadors, expulsaren l'enemic del nostre camp de visió. No podem informar sobre fets que ja no podem rastrejar". | » |
| — R. MacMullen | |   |

Algunes recerques més recents indiquen una llarga durabilitat del papir. Al voltant de l'any 200, en una biblioteca de Roma, es podia llegir un rotlle de papir que tenia 300 anys i datava de l'època de fundació de les biblioteques romanes. Aquest material hauria d'haver sobreviscut més de 400 anys. Després de l'any 800, però, molts dels antics rotlles ja no existien pas, com es pot deduir dels catàlegs i l'activitat de còpia d'aqueixa època. Tant en l'oest llatí com en l'est grec, a partir de l'any 800, només es tenia accés a còdexs que s'havien escrit després de l'any 400.
A més a més, els Codices Latini Antiquiores (CLA) contenen mínimament 7 còdexs de papir que han sobreviscut si més no parcialment en biblioteques entre l'any 433 i el 600. Un d'aquests, el CLA #1507, que data del 550 aproximadament, es troba a Viena i encara té 103 pàgines. Si aquests còdexs pogueren perdurar 1.500 anys, llavors molts altres haurien d'haver sobreviscut almenys 400 anys. Per tant, la pèrdua no pot explicar-se pas per manca de durabilitat del papir, els rotlles o els còdexs.
Sembla que després del pas a còdexs de l'any 400, n'hi hagué de sobte molts menys llibres, i aquests es produïen sols en forma de còdexs de pergamí. Els rotlles de llibres trobats a Oxirinc (Egipte) mostren una producció activa de llibres en els segles II i III (655 i 489 exemplars) i una disminució massiva en els segles IV i V (119 i 92 exemplars), seguida d'una producció escassíssima posterior (41, 5 i 2 exemplars després del segle VII, quan la ciutat també va desaparéixer). Resta, però, el dubte de fins a quin punt això es deu a una possible disminució de la població.
Una situació semblant es dona en els Codices Latini Antiquiores (CLA) d'Europa Occidental. Segons els CLA, entre els anys 400 i 700, es conserven uns 150 còdexs a Europa Llatina fora d'Itàlia. D'aquests, 100 a França. Això també es confirma amb la paleografia posterior al període dels CLA. Les col·leccions de les grans biblioteques monàstiques al voltant de l'any 900, com els monestirs de Lorsch, Bobbio i Reichenau, que cadascú tenia uns 700 còdexs, quasi tots daten de després del 750, i això demostra l'anomenat Renaixement carolingi. Per a molts llibres antics, les còpies més antigues que es conserven hui daten d'aqueixa època. És probable que llavors es copiassen llibres del segle v que ja no es conserven pas. Els CLA registren sols 56 llibres clàssics conservats fins a l'any 800, dels quals només 31 daten del segle v.
Per tant, no sols n'hi hagué una selecció i destrucció en la transició als còdexs, sinó també una producció de llibres molt i molt reduïda. Si abans de l'any 300 la producció de llibres havia arribat als 10.000 a l'any, després de l'any 400, a Occident, la producció mitjana n'era de només 10 a l'any.
La transició al pergamí es pot explicar per aquesta baixa producció, ja que no hi havia demanda per al papir econòmic i es preferia el pergamí, més fàcilment a l'abast. Això es devia a un "procés de selecció basat en la demanda". El papir només s'emprava en casos excepcionals per a llibres o documents i, de l'any 600 ençà, pràcticament desaparegué a Occident.

### Temes afectats
El coneixement científic i tècnic de l'Antiguitat tardana era tan extens i complicat que la transmissió oral ja no era viable. Si aquest coneixement es relacionava amb noms i conceptes no cristians, podia competir amb el cristianisme. En la cultura romana no cristiana, també eren habituals en la vida quotidiana imatges pornogràfiques de tot tipus, que el cristianisme rebutjava. Al voltant de l'any 200, l'escriptor cristià Tertul·lià condemnà no sols els filòsofs sinó també els actors, desitjant-los l'infern. A més, la literatura clàssica estava plena d'al·lusions a deïtats i herois no cristians.
Entre les pèrdues documentades a Occident, és lamentable la d'obres històriques d'època republicana, la poesia de tota mena i, en particular, les tragèdies. Fins i tot en l'època imperial romana es destruïren obres d'historiadors dissidents, com ara Cremuci Cordus. Cap a la fi del segle i, el llibre dècim de la Institutio oratòria de Quintilià revisa moltes obres literàries, de les quals moltes s'han conservat fins hui, però també se n'han perdut moltes.

## Antecedents

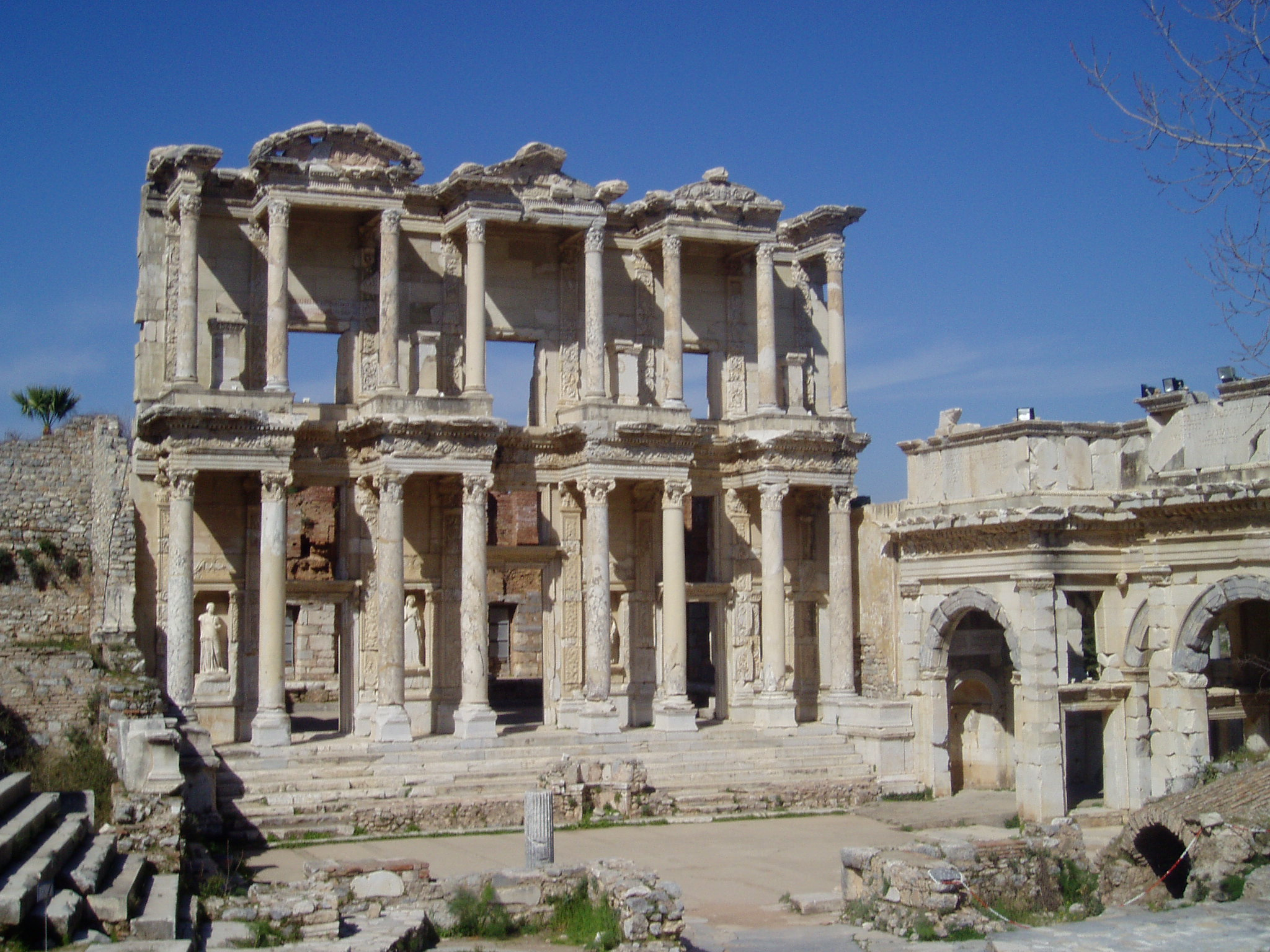
La façana reconstruïda de la Biblioteca de Cels a Efes. L'edifici, una donació privada, contenia uns 12.000 pergamins, que es destruïren en un incendi a la fi del

Dins de la història de la transmissió de textos, el període comprés entre el 350 i el 800 és crucial. En l'alta edat mitjana es creia que el papa Gregori el Gran (540-604) havia manat cremar la gran Biblioteca Palatina de Roma. Segons les recerques actuals, es descarta que ho fes, ja que la pèrdua degué produir-se abans del seu pontificat. La Biblioteca del Palatinat, fundada per August i segurament la més gran de Roma, desaparegué de la història sense deixar rastre del seu parador. Aquesta conclusió deriva de la recerca realitzada des de la dècada dels 1950, que semblava confirmar que la pèrdua havia ocorregut abans de l'any 500. Amb la finalització del CLA en la dècada dels 1970, aquesta idea es consolidà encara més.
Per als historiadors alemanys de la primeria del segle xx (Alemanya era llavors capdavantera en l'estudi de l'Antiguitat), la destrucció de la literatura antiga fou una de les raons per a estigmatitzar a l'edat mitjana amb el terme despectiu de "Edat Fosca", encunyat durant el Renaixement i la Il·lustració. També era un argument en la lluita cultural anticatòlica de la fi del segle xix.
Les raons de la pèrdua de llibres foren objecte de controvèrsia en el segle xix. D'una banda, hi havia la historiografia protestant i laica, que sospitava motivacions anticatòliques quan atribuïa la pèrdua sobretot a la cristianització. D'altra banda, hi havia la recerca històrica eclesiàstica, a la qual se li atribuïen interessos apologètics quan atribuïa la pèrdua de llibres més al declivi general de la cultura romana. A causa de la disponibilitat de fonts, no n'hi hagué un consens definitiu en la recerca.
El debat acadèmic sobre les raons de la caiguda de l'Imperi Romà d'Occident també duu més de 200 anys sense que s'hi veja un consens. Mentre que les invasions bàrbares tingueren un paper important en la caiguda de l'imperi, els estudiosos de l'Antiguitat amb un enfocament més cultural relacionen la fi de l'Antiguitat amb l'extinció de la seua tradició no cristiana l'any 529. La pèrdua de la literatura hi fou en especial perjudicial.
El declivi i la caiguda de Roma foren percebuts per alguns contemporanis com a  apocalíptica. Segons el Nou Testament, una gran catàstrofe havia d'ocórrer abans que el paradís arribàs a la Terra i es complís la història de la humanitat. Aquesta profecia es troba en l'Apocalipsi de Joan. La creença en la imminent fi catastròfica del món es reflecteix en l'escatologia i el mil·lenarisme.
Tot i que les històries de màrtirs poden semblar exagerades, se sap que l'estat romà, des de l'emperador Deci (247-251), feu persecucions sistemàtiques contra el cristianisme primitiu. Els cristians, per part seua, utilitzaren més tard aquestes mesures contra les altres religions i creences de l'Antiguitat.

El “paganisme” de l'Antiguitat tardana era una varietat politeista de les antigues comunitats religioses. Els cultes grecoromans continuaven molt estesos en el segle iii, però se suplantaren cada vegada més per les anomenades "religions orientals", com ara el culte a Mitra, Cíbele i Isis, així com pel maniqueisme sincrètic. A més a més, hi havia creences populars locals. No es donava competència entre aquestes religions, perquè tot el món era lliure de participar en qualsevol d'aquests cultes. Els seguidors de les religions no cristianes es caracteritzaven per les seues idees hel·lenistes, sobretot en el conflicte amb el cristianisme. Tot i que es poden trobar exemples de convivència pacífica entre no cristians i cristians en l'imperi, en temps recents s'ha emfasitzat de nou la violència dels conflictes religiosos. Els conflictes religiosos sovint tenien motivacions socials i eren fomentats per autoritats cristianes institucionals o espirituals. El cristianisme primitiu era especialment atractiu per a les classes baixes menys alfabetitzades. La política religiosa oficial depenia de l'emperador regnant en aqueix moment, i emperadors com Teodosi I el Gran i altres intervenien principalment en disputes internes de l'Església, amb lleis específiques que legitimaven els conflictes religiosos. El declivi de les religions de l'Antiguitat fou un procés llarg. Com resumeix una obra sobre la cristianització de l'Imperi Romà: 
| «              | "Silenciar, cremar i destruir eren formes d'argumentació teològica. I acabada la lliçó, monjos i bisbes, així com generals i emperadors, expulsaren l'enemic del nostre camp de visió. No podem informar sobre fets que ja no podem rastrejar". | » |
| — R. MacMullen | |   |

### La pèrdua de llibres abans delseglevi
No hi ha pas dubte que els llibres antics deixaren d'estar disponibles a Orient i Occident després de l'any 800. És probable que a  Occident ja no ho estiguessen a partir del 550 aproximadament. Mentre que autors com Quint Aureli Memi Símmac i Boeci encara tenien accés a gran quantitat d'obres al voltant de l'any 520, la devastadora Guerra gòtica de l'emperador Justinià hi marcà un punt d'inflexió. Aquesta guerra arruïnà i en part exterminà l'elit acomodada del món romà occidental, que abans havia estat la principal defensora de la cultura antiga i la receptora de noves còpies de textos antics.

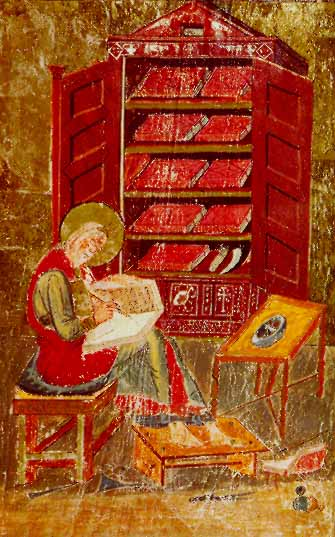
Codex Amiatinus (cap al 700, conté la Bíblia). Representació d'una prestatgeria medieval (armarium), que contenia una desena de còdexs

Cassiodor va viure a Itàlia entre l'any 490 i el 583. Fou senador i secretari magister officiorum del rei ostrogot Teodoric el Gran. Durant la Guerra gòtica, després d'un període a Constantinoble, s'enretirà cap a l'any 540 a les seues propietats del sud d'Itàlia i hi fundà el Monestir de Vivarium. Parlava llatí, grec i gòtic, col·leccionava llibres i els traduïa del grec al llatí. El seu objectiu era la preservació de l'educació clàssica, i fou el primer a fer que la còpia de llibres fos una obligació per als monjos cristians.
A causa de la seua posició adinerada i dels seus contactes extensos, fins i tot en l'àmbit grec, Cassiodor es trobava en una posició molt favorable per a adquirir els llibres més importants encara disponibles en l'espai mediterrani. En els seus textos, descriu la seua biblioteca, llibres individuals, i cita obres que devia tenir a l'abast. Basant-se en aquesta informació, primer A. Franz i més tard R. A. B. Mynors compilaren "una visió preliminar dels fons de la biblioteca de Vivarium". El resultat fou que Cassiodor no coneixia pas significativament més textos antics dels que coneixem hui. Tenia l'única biblioteca important de la fi del segle vi de la qual es té coneixement sobre el contingut. Segons les cites, tenia uns 100 còdexs, i això demostra com de significatives foren les pèrdues culturals al voltant de l'any 550 en comparança amb Símmac i Boeci. La biblioteca de Cassiodor funcionava com una espècie de coll d'ampolla: el que pogué salvar pràcticament es va conservar.
La seua biblioteca, però, tingué un impacte significatiu en la història de la transmissió de textos a Occident: "A Itàlia, una prima capa de l'antiga aristocràcia senatorial, més o menys emparentada, representada per les famílies dels Símmac i Nicòmac Flavi, s'havia imposat el deure de preservar els autors antics com a testimoniatges de la grandesa passada de Roma. Un membre d'aquest cercle, Cassiodor, prengué la iniciativa de la transmissió de la cultura antiga dels llibres en introduir el deure de copista als monjos. La biblioteca que fundà a Vivarium tenia un efecte molt més enllà dels Alps, amb sucursals a Roma i Bobbio".
La supervivència de grans biblioteques després de l'any 475 ja no està pas documentada. Les petites biblioteques monàstiques podien haver tingut sols uns 20 llibres. Com assenyala Geschichte der Bibliotheken (Història de les biblioteques) del 1955, la pèrdua degué haver ocorregut abans del 500: "Ja a principis del segle vi, s'havia produït la gran pèrdua de textos antics, i el recull d'autors disponibles per a Cassiodor no era pas sensiblement més ampli que el conjunt que coneixem hui."

### El colofó cristià
En el recull de llibres conservats, els colofons de l'era cristiana són comuns. En alguns, aquest esforç per la correcció filològica ja no és pas evident. Reynolds i Wilson qüestionen si els colofons cristians de la literatura clàssica foren d'ajuda. No troben pas moltes proves que la publicació de textos no cristians indicàs oposició al cristianisme; més aviat, és poc clar si en aqueix moment encara hi havia no cristians involucrats. Els autors de colofons de les famílies de Viri Nicòmac Flavià i Quint Aureli Símmac ja eren cristians.
Reynolds i Wilson consideren que la "sobtada reaparició de colofons en textos seculars cap a la fi del segle IV" es relaciona amb el pas del rotlle de papir al còdex de pergamí, i com escriu Michael von Albrecht: “Els autors que no es van tenir en compte durant aquest procés restaren exclosos de la transmissió” o "van quedar a la mercé de la destinació de la supervivència casual en papir".
Reynolds i Wilson, tanmateix, consideren històricament interessant l'elevat estatus social de les persones esmentades en els colofons cristians: "L'alt rang en general de les persones que n'apareixen en les subscripcions indica que era en les seues luxoses biblioteques on eren els nostres textos abans d'arribar als monestirs i catedrals que van assegurar-ne la supervivència". Alexander Demandt ret homenatge en aquest context als serveis prestats pels successors aristocràtics del "cercle no cristià de Símmac" en la salvaguarda de la literatura clàssica a Occident. És interessant d'observar que les correccions d'un text aparentment es van fer encara segles després de la seua còpia.

### El clímax de les lluites religioses al voltant de l'any 400
Del 300 al 800, va haver-hi esdeveniments en què les biblioteques podrien haver estat destruïdes, sobretot a causa de catàstrofes naturals. La darrera biblioteca coneguda de l'Antiguitat és la Biblioteca Imperial de Constantinoble, que fou destruïda pel foc l'any 475, juntament amb els seus 120.000 còdexs. La següent biblioteca coneguda, uns 100 anys després, era la de Cassiodor, que tenia uns 100 còdexs.
El període al voltant de l'any 391 fou un punt culminant en els conflictes religiosos. Alan Cameron, però, opina que aquestes diferències no sempre eren pas tan marcades com es creu en el segle iv tardà. Per exemple, pensa que és incorrecte afirmar que l'educació clàssica no tenia importància per als cristians i que els pagans eren els únics que la valoraven com a expressió de la seua fe religiosa. Un impuls en la cristianització de funcionaris i educadors va ocórrer després de la mort del darrer emperador no cristià Julià l'Apòstata, en les dècades del 360 al 390. És cert que el Senat a Roma es va "cristianitzar" com més anava més durant el transcurs del segle IV  tardà, tot i que fins a la primeria del segle V encara hi havia una quantitat significativa de pagans en les seues files.
Entre les religions molt difoses i en competència es trobava el culte a Mitra.  Tot i que l'atracció d'aquestes religions ha estat qüestionada en la història de les religions, eren tan comunes que Ernest Renan arribà a dir: "Si el cristianisme hagués estat detingut en el seu creixement per alguna malaltia mortal, el món hauria estat mitraista." Els membres de l'elit de l'imperi sovint eren seguidors d'aquestes comunitats religioses "orientals" abans de convertir-se al cristianisme a poc a poc. Fins i tot després de la seua conversió l'any 312, l'emperador Constantí el Gran († 337) permetia la veneració pública de Sol Invictus, un déu associat a Mitra.
Mentre que Constantí el Gran sembla que només manà enderrocar un petit nombre de temples, el convertit al cristianisme Juli Fírmic Matern recomanà al voltant del 350, en el seu escrit apologètic L'error del culte sense Déu l'erradicació de totes les religions antigues, així com la destrucció dels seus temples als fills de Constantí. L'any 391, l'emperador Teodosi I el Gran promulgà una llei que ordenava el tancament de tots els temples no cristians. En la concepció de l'època, els temples eren la part principal dels edificis de la cultura no eclesiàstica, com una biblioteca dedicada als déus, o Museu, dedicat a les Muses. Molts investigadors van interpretar l'edicte de Teodosi com un intent d'eliminar també totes les biblioteques no cristianes. No obstant això, la recerca històrica moderna considera de manera més matisada l'edicte de l'emperador, ja que aparentment Teodosi I mai ordenà la destrucció dels temples.
En el regnat de Flavi Honori, l'any 399 es va emetre un edicte que protegia les obres d'art oficials que havien estat destruïdes pels cristians amb el beneplàcit de les "autoritats". Un edicte semblant promovia la no violència en la destrucció de santuaris rurals. L'any 408, amb una llei per a tot l'imperi, s'ordenà la destrucció de totes les obres d'art no cristianes que encara restaven, com s'estableix en el Codi Teodosià (iconoclàstia).
Pel que fa al Serapeu d'Alexandria, que era la biblioteca de la ciutat, fou destruït l'any 391 pels cristians, després que els no cristians es refugiassen a l'edifici i fossen assassinats per resistir-se a l'execució de la llei. Quant al Museu d'Alexandria, que albergava la famosa Gran Biblioteca i que se'n té registre com a edifici fins al voltant de l'any 380, no hi ha rastre de la seua presència després de l'any 400. En el segle v, el terreny es descriu com un espai buit. Joan Filopò, un comentarista cristià d'Aristòtil, esmenta l'any 520 la "gran biblioteca" que en el seu moment fou l'orgull d'Alexandria. El 2003 se'n descobriren els fonaments durant unes excavacions.
Un individu anomenat Asclepíades era un dels pocs erudits no cristians d'Alexandria a l'any 490. Ell i el seu cercle es consideraven els darrers sacerdots d'Osiris i feien servir jeroglífics en els seus rituals. Haas, però,  sosté l'opinió que aquest cercle ja no sabia pas llegir els jeroglífics. El fill d'Asclepíades, Horapol·lo, va fer l'únic treball de l'Antiguitat tardana sobre el significat dels jeroglífics. Aquest treball en manca de qualsevol indicació sobre la funció fonètica i només en descriu les funcions al·legòriques i místiques, a vegades capricioses. Els jeroglífics es feren servir fins al segle iv, i devia haver-hi llibres corresponents disponibles en aqueix moment. Tanmateix, sembla que fins i tot un expert com aquest ja no tenia pas un llibre d'aquest tipus a la seua biblioteca privada al centre intel·lectual que era Alexandria.
La Res gestae d'Ammià Marcel·lí (c. 330 - c. 395), la font més important d'aquest període, esmenta la persecució i execució de persones aparentment educades a qui se'ls retreia tenir llibres amb contingut prohibit. Quant als llibres, sembla que es tractava de "textos de màgia". Ammià pensava que eren obres d"arts liberals", ciències clàssiques de l'Antiguitat. Com a resultat, segons Ammià, a les "províncies orientals", els propietaris haurien cremat les seues biblioteques senceres per temor a les represàlies.
Ammià critica també l'entreteniment superficial de la classe alta romana: "Les biblioteques es van tancar per sempre, com tombes". Això fou interpretat en el segle XIX i en la major part del XX com si les grans biblioteques públiques de Roma haguessen sigut tancades. Més endavant, molts investigadors suposen que aquesta afirmació podria haver-se referit sols a les biblioteques de la noblesa romana.
Un poc més tard, cap al 415, l'erudit cristià Pau Orosi va visitar Alexandria. Descrigué l'existència de prestatgeries buides en alguns temples. Aquests haurien estat "saquejats pels nostres compatriotes en el nostre temps", i aquesta afirmació és segurament veritable. A Roma també, les grans biblioteques semblen haver estat tancades o buidades de l'any 400 ençà. Fins i tot si suposem que els edificis de la Biblioteca de Trajà seguien dempeus l'any 455, no hi ha documentació que aquesta o qualsevol altra biblioteca encara estigués oberta o contingués llibres.

### Decadència i canvi de la ciutat antiga
Moltes ciutats de l'Imperi Romà, especialment a la Gàl·lia (encara que menys a la part sud) i a Gran Bretanya, pràcticament desaparegueren en el segle v a causa de les invasions en tot l'imperi. Per exemple, Augusta dels Trèvers, que fou la seu de la Prefectura de les Gàl·lies fins a principis del segle v, fou saquejada i incendiada més d'una volta. Malgrat això, determinats escrits locals, com ara la Chronica Gallica, hi pogueren sobreviure. Els nous governants germànics d'Occident temptaren de mantenir les estructures antigues en altres llocs, com ara a la península Ibèrica, Itàlia, part del nord d'Àfrica i a la Gàl·lia meridional. Ammià Marcel·lí informa en la seua obra històrica que molts oficials romans d'origen germànic estaven interessats en la cultura clàssica i sovint en rebien formació. Cap a finals del segle v, el culte gal·loromà Sidoni Apol·linar va elogiar l'educació de l'oficial germànic i romà Arbogast el Jove, que va defensar Trèvers dels invasors germànics.
En algunes àrees de l'imperi, les antigues ciutats foren àmpliament reestructurades. El manteniment d'edificis públics, incloent-hi les biblioteques, en l'Antiguitat, depenia en gran manera de voluntaris, la majoria ciutadans rics. Tanmateix, ja en el segle iii, hi havia queixes que cada vegada més ciutadans no estaven pas disposats a donar suport a certes institucions o a assumir càrrecs voluntàriament. Els honors que això generava ja no semblaven compensar el pes d'un càrrec públic. Fins al segle vi, les antigues estructures van desaparéixer en molts indrets. Les ciutats es van organitzar a l'entorn del bisbe com a figura principal.

Entrar en el clergat oferia una oportunitat per a alliberar-se de les obligacions financeres. Constantí I el Gran intentà frenar-ho amb lleis, però ja preferia les elits cristianes locals per a les ciutats. A canvi de l'expulsió d'una comunitat no cristiana o de la prova de conversió completa, els emperadors cristians atorgaven privilegis (evergetisme) o elevaven l'estatus de les ciutats, i això derivava en reduccions d'impostos que exercien un paper important. Aquest procés arribà al punt màxim cap a finals del segle IV, amb la conseqüència que les elits urbanes només podien conservar l'estatus social sense el baptisme en les seues propietats, ja que la pràctica de culte als temples públics estava castigada amb la pena de mort des del regnat de Teodosi I. En privat, les activitats de culte no cristianes encara podien continuar sense perill. A més a més dels beneficis "espirituals", els beneficis materials feren que la conversió fos atractiva per a moltes famílies nobles. Les fonts epigràfiques que contínuament testifiquen des del primer mil·lenni abans de la nostra era sobre formes urbanes d'entreteniment, com les representacions teatrals, la música o els esports, s'exhaureixen en aquesta època.  Les escoles de gramàtica grega i altres llocs d'activitat de professors i filòsofs no cristians foren abandonats, en part perquè la nuesa masculina que allí es practicava afavoria l'homosexualitat als ulls dels cristians. L'autor cristià Teodoret de Cir escrigué un dels darrers textos antics contra els no cristians (del 430), en què argumenta que aquestes activitats s'havien reemplaçats per ofertes alternatives cristianes: 
| « | "Realment, els seus temples estan tan destruïts que ja no es pot imaginar on s'ubicaven, ja que els materials de construcció s'han utilitzat per a la construcció dels santuaris dels màrtirs. […] Contempleu, en lloc de les festes de Pandis, Diasos i Dionisos i les seues altres festivitats, ara fem cerimònies públiques en honor a Pere, Pau i Tomeu. En lloc de practicar costums obscens, ara cantem himnes de lloança pura." | » |

La Notitia dignitatum, un catàleg dels càrrecs administratius oficials de l'Imperi Romà del voltant de l'any 400, no dona pas cap indicació que existís un funcionari responsable de les biblioteques. A partir d'altres documents i esteles funeràries, però, se sap que, abans de l'any 300, la responsabilitat d'una o més biblioteques es considerava un càrrec important. Si hi hagués hagut biblioteques importants després de l'any 400, la seua administració hauria estat de gran importància, ja que l'administrador hauria decidit quins llibres podien ser consultats o no, sobretot després de la cristianització.

### Destrucció de llibres de màgia
La literatura antiga també estava present en biblioteques privades, com ara la Vil·la dels Papirs amb més de 1.800 rotlles. Per tant, la pèrdua de les grans biblioteques públiques podria haver afectat com a màxim la meitat de l'inventari total. La desaparició completa dels milions de llibres editats abans de l'any 350 degué ser un procés llarg. A més a més de les condemnes de llibres segons Ammià Marcel·lí i Joan Crisòstom, se sap que els anomenats "llibres de màgia" també foren perseguits. Aquesta mena de literatura era prou rara a començaments del primer mil·lenni (com a molt un 0,3 % a Oxirinc (Egipte). Com que Ammià informa sobre la crema de llibres científics clàssics en el context de la persecució de llibres de màgia, potser altres literatures no cristianes també fossen eliminades en aqueix context.
Wilhelm Speyer dedicà un extens estudi el 1981 al tema de la destrucció de llibres antics. Sobre la destrucció de literatura pagana, Speyer trobà referències a la destrucció d'escrits anticristians, llibres rituals pagans, literatura "lasciva", així com llibres de màgia. Segons Speyer, els textos de la literatura i la ciència antigues mai es van destruir intencionadament. Els llibres de màgia, segurament rituals de maledicció o encanteris, ja eren perseguits en temps precristians. Persones cultes, com ara Plini el Vell, simplement consideraven que la màgia era un engany; tanmateix, sempre va estar més o menys present en la creença popular.
Sols amb la lectura es podia determinar si un llibre contenia màgia o ciència. Fins i tot aleshores, es requeria una certa formació per a fer-ne una distinció adequada, i no tots els cristians implicats en la destrucció d'obres tenien aquest coneixement. Un llibre no cristià podria ser reconegut com un llibre màgic si estigués dedicat a un famós no cristià, a una deïtat, o simplement citàs un científic ara considerat mag. L'acusació de màgia era molt àmplia i també s'emprava contra les religions antigues en conjunt. Un llibre no cristià podia ser acusat de màgia simplement perquè estava dedicat a una figura no cristiana, a una divinitat, o només perquè esmentava un erudit considerat mag. El càrrec de màgia es concebia de manera molt àmplia i es feia servir contra les religions antigues globalment.

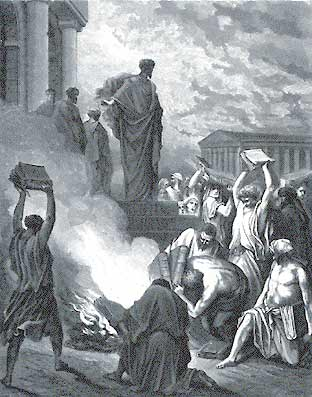
“Embruixadors” convertits per Pau de Tars a Efes cremant els seus llibres. Il·lustració bíblica de Gustave Doré, cap al 1866

Segons Speyer, la destrucció de llibres de màgia per part dels cristians es remunta a un passatge dels Fets dels Apòstols de Lluc.  

A part d'aquest passatge bíblic, les proves de la destrucció per foc de llibres de màgia en el context de conversions al cristianisme només es troben a partir del segle iv. Des del voltant del 350 fins a l'edat mitjana, n'hi ha documentació que buscaven i destruïen llibres de màgia. Entre els anys 350 i 400, aquells que tenien aquesta mena de llibres eren castigats amb la pena de mort.
| « | La crema de llibres esdevingué una destacada manifestació de violència religiosa a l'Imperi Romà de l'Antiguitat tardana. La violència religiosament legitimada, de la qual la crema d'un llibre prohibit només és un exemple, s'entenia com a actes que fonamentalment satisfeien Déu i, per tant, aportaven beneficis espirituals a qui els practicaven. Com que la crema de llibres satisfeia Déu, sovint es feia per persones que actuaven com a representants del cristianisme i a la vora de les esglésies. Així, bisbes, monjos i fins laics compromesos religiosament adaptaren les necessitats a un antic ritual que sempre ha servit el doble propòsit d'eradicació i purificació. […] L'abundància d'aquest tipus de successos durant aquest període revela un procés gradual de transformació. | » |

A més a més d'Ammià, n'hi ha altres fonts que indiquen que es duien a terme registres a les cases cercant llibres no cristians en aqueix període. Uns cent anys més tard (487-492), n'hi ha un altre informe sobre registres domiciliaris. Uns estudiants de Beirut trobaren llibres de màgia a casa d'un "Joan de cognom "Caminant" de Tebes a Egipte". Després de cremar-li els llibres, l'obligaren a revelar els noms d'altres posseïdors. En aqueix moment, els estudiants, "recolzats pel bisbe i les autoritats civils", feren una àmplia acció de registre. Trobaren aquesta mena de llibres en mans d'altres estudiants i algunes persones amb reputació, i els van cremar davant de l'església.

Del 409 ençà, una llei imperial obligava els matemàtics a "cremar els seus llibres davant la mirada dels bisbes; en cas contrari, serien desterrats de Roma i de totes les comunitats".  Els matemàtics solien equiparar-se als astròlegs en l'Antiguitat tardana, tot i que també podia entendre's que les matemàtiques incloïen parts essencials de les ciències clàssiques. Només en el llenguatge comú s'entenia per astròlegs els astrònoms.

L'any 529, Justinià I ordenà el tancament de l'Acadèmia d'Atenes. L'any 546, va emetre la prohibició d'ensenyar als no cristians, i ordenà la persecució de "gramàtics, retòrics, metges i juristes" no cristians. I l'any 562 es va fer un acte de fe públic en què es van cremar "llibres pagans". És possible que aquests llibres haguessen estat confiscats durant les persecucions. Aquests fets representaven un acte més en la campanya d'eliminació de llibres de l'Imperi Romà. Un assaig més recent sobre la destrucció de llibres en l'Imperi Romà el resumeix:
| « | La crema de llibres esdevingué una destacada manifestació de violència religiosa a l'Imperi Romà de l'Antiguitat tardana. La violència religiosament legitimada, de la qual la crema d'un llibre prohibit només és un exemple, s'entenia com a actes que fonamentalment satisfeien Déu i, per tant, aportaven beneficis espirituals a qui els practicaven. Com que la crema de llibres satisfeia Déu, sovint es feia per persones que actuaven com a representants del cristianisme i a la vora de les esglésies. Així, bisbes, monjos i fins laics compromesos religiosament adaptaren les necessitats a un antic ritual que sempre ha servit el doble propòsit d'eradicació i purificació. […] L'abundància d'aquest tipus de successos durant aquest període revela un procés gradual de transformació. | » |

## Educació i tradició

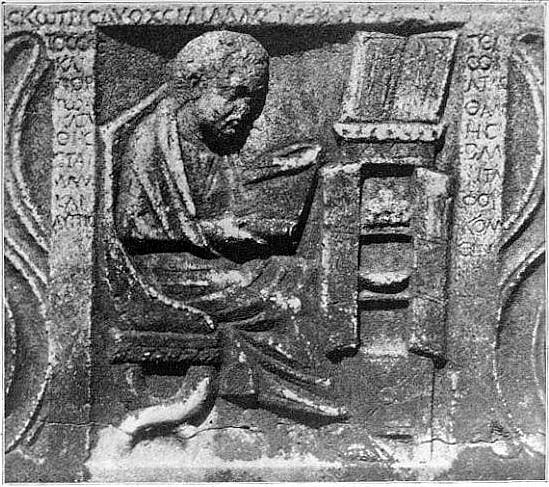
Representació d'un romà estudiant un rotlle de papir a la seua biblioteca privada

El món antic sembla que tenia un nivell prou alt d'alfabetització. Plini va escriure l'enciclopèdia Naturalis historia expressament "per a les classes baixes, per a les masses de llauradors i artesans...". La troballa de papirs a Egipte confirma que fins i tot camperols pobres de províncies sabien llegir i escriure. Una làpida trobada a Baviera, erigida per un esclau en honor a un dels seus companys esclaus, mostra l'alfabetització dels esclaus rurals a les províncies, la qual cosa ja s'havia documentat en el cas dels esclaus urbans des de feia temps.
Des de la fi del segle iv, els no cristians van ser gradualment exclosos del sistema educatiu. El 362, l'emperador Julià intentà excloure els cristians de la professió docent amb un edicte. Aquesta intervenció estatal es girà en contra dels no cristians.

### Imperi romà d'Occident
La pèrdua de papirs antics, així com de l'accés oficial a la literatura, tingué una conseqüència immediata en l'educació de tota la població de l'Imperi d'Occident. A la fi d'aquest procés, l'alfabetització desaparegué en gran manera i la informació històrica es tornà fragmentària. Quant a la transmissió, Herbert Hunger emet opina sobre aqueixa època: "La victòria final del cristianisme és pitjor [que la germanització] per a la cultura romana".
La conservació de les tradicions no cristianes se centrà en una aristocràcia senatorial que havia perdut el poder, com ara els membres del cercle de Símmac. Alexander Demandt conclou: "Una gran part de la literatura llatina fou preservada per parents o servents d'aquestes famílies senatorials".
A la primeria del segle vi, l'erudit Boeci va treballar en la cort de Teodoric el Gran a la Itàlia ostrogoda. Va traduir i comentar les obres d'Aristòtil i la Isagogé de Porfiri i fou el primer cristià que escrigué llibres de text sobre arts. En ser acusat de traïció i executat, no pogué pas acabar el seu gran projecte de fer accessibles a l'Occident llatí les principals obres de Plató i Aristòtil amb traduccions. Les seues traduccions, però, continuaren sent els únics escrits d'Aristòtil disponibles a l'Occident fins al segle xii. Com que el coneixement del grec era gairebé inexistent en aquesta zona des de l'alta edat mitjana, té el mèrit d'haver conservat una part de la filosofia grega antiga per a l'edat mitjana de l'occident europeu.

### L'actitud cristiana cap a la literatura pagana
Les actituds dels cristians cap a la literatura no cristiana canviaren amb el temps. Sovint se cita el somni d'ansietat de Jeroni d'Estridó (347-420), en què el jove erudit s'allunya dels seus estimats llibres profans. Tot i que el dret canònic prohibia als clergues la lectura de literatura pagana, aquesta continuava sent coneguda pels clergues, si més no al segle iv, perquè formava part de l'ensenyament de la retòrica que el cristianisme combatia. Al segle vi, els textos pagans llatins ja no formaven pas part de l'educació.

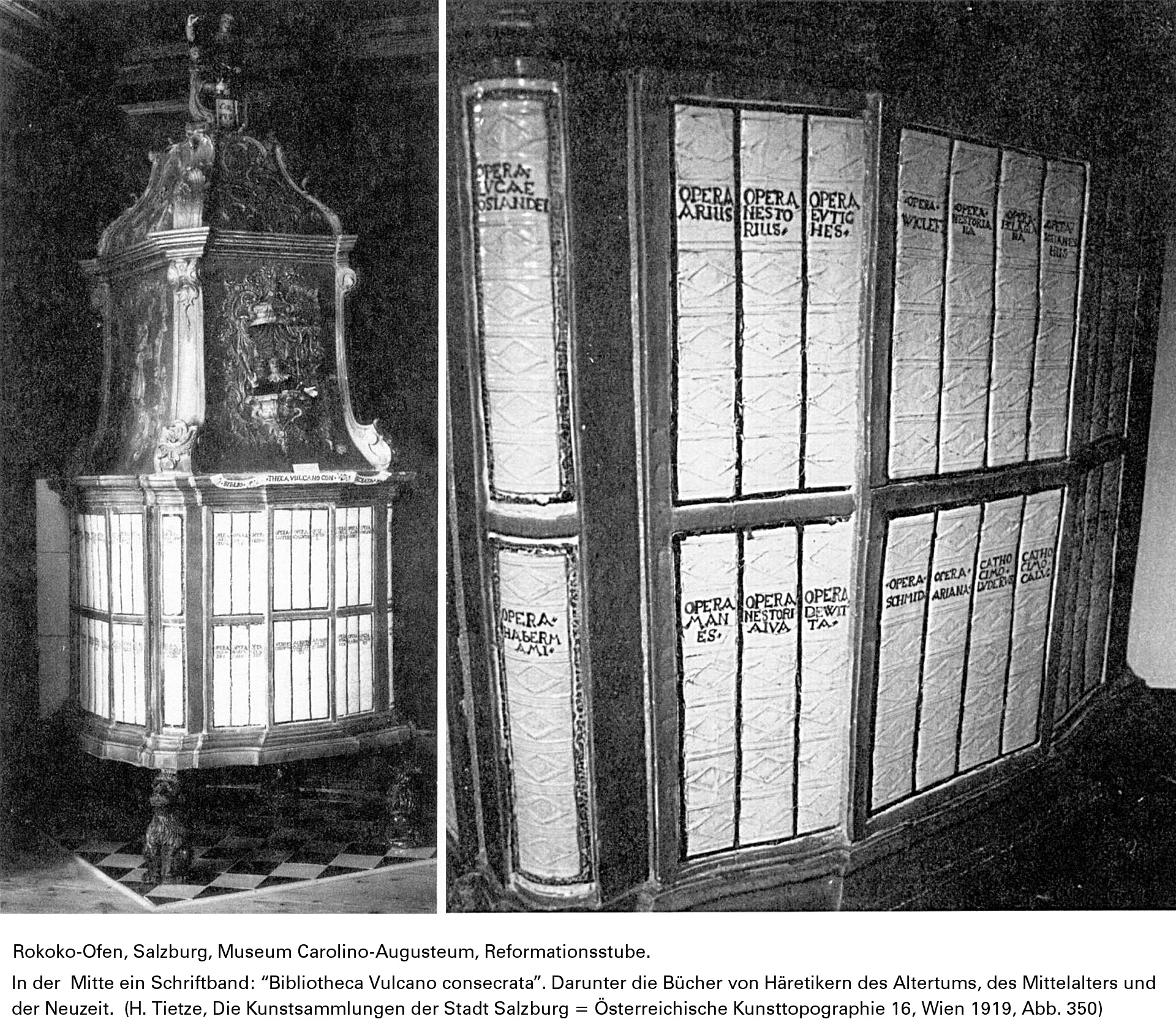
Estufa rococó del segle XVIII amb una mostra d'obres de dissidents cristians des de l'Antiguitat fins a principis de l'edat moderna. El volum: Bibliotheca Vulcà consecrata (Les biblioteques dedicades a Vulcà)

El pare de l'església Agustí d'Hipona (354-430) defensà la preservació de la literatura no cristiana, però en principi només volia que es mantingués tancada en biblioteques; no havia pas de difondre's ni ensenyar-se. Es pronuncià contra la doctrina de l'ars grammatica com una tècnica pura, perquè només s'havien d'emprar escrits eclesiàstics.
El papa Gregori el Gran (540-604), que provenia d'una família aristocràtica romana, va rebre una educació clàssica i destacà, segons Gregori de Tours, en gramàtica, dialèctica i retòrica. Després del seu ascens a l'Església, però, evità citar autors clàssics en els seus escrits. Va permetre als bisbes ensenyar les Escriptures, però no pas la gramàtica, que considerava indigna del seu estatus i en temia l'ús profà; reprenia personalment aquells que contravenien les seues directrius.
Manitius afirma: "En el cas de Cassiodor, un se sent desorientat: la mística, la superstició i l'apetit pels miracles ara cobreixen les representacions que abans eren tan lògiques i realistes".
Com a conseqüència d'aquesta política cultural, fins i tot el clergat no podia mantenir un nivell adequat d'alfabetització. Cassiodor escrigué un manual de gramàtica antiga, i E. A. Lowe en diu: "A partir de les regles d'ortografia i gramàtica que proporciona, es pot mesurar la disminució de l'erudició que ja hi havia en la seua època". Per a l'Occident llatí, el "segle VI és la fase més fosca del declivi cultural, durant la qual la còpia de textos clàssics disminuí tant que s'estigué perillosament a prop d'una ruptura en la continuïtat de la cultura pagana. Aquests segles foscos amenaçaren de manera irreversible la transmissió dels textos clàssics".
Les cartes de Bonifaci de Fulda, en què es queixa de la manca d'educació del clergat en la seua època, també mostren aquesta caiguda, que segons Laudage i altres es remunta al segle v. Segons les cartes de Alcuí de York, que s'esforçava per elevar el nivell d'educació en l'Imperi carolingi, aquesta llei pràcticament no va tenir efecte.

### La tradició monàstica
Gràcies a l'activitat de còpia dels monjos es va conservar la part existent de la literatura antiga, que ara es transmetia en pergamí. Com que aquest material reemplaçà el papir egipci des de l'alta edat mitjana, encara tenim aproximadament els mateixos textos disponibles per a Cassiodor: "La transmissió extremament escassa de la cultura clàssica en aquests "segles foscos" li dona una importància particular al Renaixement carolingi, en què, basats en còdexs antics que sobrevisqueren al col·lapse de l'Imperi Romà, una altra vegada, autors antics tornen a la llum, autors que probablement haurien estat condemnats a oblit en els "segles foscos" 
| «                 | "És una de les paradoxes més sorprenents de la història universal que l'Església i el monacat, que antany havien lluitat tan acarnissadament contra la permissiva literatura eròtica de l'Antiguitat pagana per profunda convicció religiosa, esdevinguen els més importants transmissors de textos d'aquest tipus. Fou la viva atracció estètica d'aquests textos allò que els va permetre sobreviure en les biblioteques dels monestirs o fou l'actitud ara més liberal de l'edat mitjana cap a una tradició cultural del passat que el cristianisme victoriós ja no havia de combatre com a amenaça? De tota manera, es produí una apropiació gairebé plaent de l'herència secular i antiga que abans s'havia temptat d'eradicar com un contramon diabòlic". | » |
| — Friedrich Prinz | |   |

Al període de la baixa edat mitjana (1250) la taxa d'alfabetització a Europa continental era si fa no fa de l'1%. En termes generals, això significa que el 90% de la població era rural i analfabeta, i dins del 10% de la població urbana, només el 10% sabia llegir i escriure. Les diferències regionals, però, podien ser significatives: a Escandinàvia, per exemple, fou l'època de les sagues, amb un nivell molt alt d'alfabetització. Des de l'any 700 fins al 1500, l'edat mitjana va experimentar un augment en l'alfabetització. En els segles V i VII, l'alfabetització degué ser molt baixa a Occident.

### L'educació clàssica en l'imperi romà antic i medieval
En l'Imperi Romà d'Orient, que estava influenciat per la cultura hel·lènica, les línies de tradició experimentaren moltes menys interrupcions que a l'Occident llatí, en la transmissió de textos o en la tradició educativa. Almenys fins al voltant del 600, hi continuà existint una elit culta que s'encarregà de mantenir la literatura clàssica. Cal assenyalar que fins a la fi del segle vi, les obres llatines continuaven sent llegides i transmeses al costat dels textos grecs entre la classe alta romana oriental. No sols autors com Jordanes i Corip continuaven escrivint obres llatines de tradició clàssica a l'entorn del 550, sinó que també es continuaven copiant textos d'autors com ara Ciceró i Sal·lusti. El coneixement de la llengua i la literatura llatines no s'extingí pas a Orient fins a la fi del 600.
Amb la paideia, la manera clàssica d'educació, es destacava com algú diferent dels bàrbars, i això era motiu d'orgull, fins i tot per als cristians. L'any 529 l'Acadèmia Platònica d'Atenes fou tancada per Justinià, però altres centres d'educació d'origen no cristià hi van perdurar. En els segles V i VII, però, en van perdre importància i alguns foren tancats de manera abrupta. A Alexandria, el centre segurament més important d'educació en l'Antiguitat, s'arribà a un equilibri estable entre la tradició clàssica i el cristianisme, en les obres de Joan Filopò, Esteve d'Alexandria, i la gran epopeia de Nonnos de Panòpolis. Només després de la invasió persa a l'any 616 i la posterior conquesta àrab de l'any 641, la universitat alexandrina va declinar.
En l'Imperi Romà d'Orient, autors que no van ser tinguts en compte per a la còpia de rotlles en còdexs en els centres cristians a partir dels segles III i IV, sobrevisqueren si més no en forma d'extractes en compilacions i referències. A principis del segle xi, es va crear el Suïdas, un lèxic ple de referències a moltes obres hui desaparegudes. Els autors del Suïdas es basaven en aquestes referències secundàries o en lèxics compilats anteriorment.
A Orient també hi hagué pertorbacions i crisis, durant les quals és possible que es perdessen reculls de llibres; en concret, les guerres romanoperses (603–628/29) i la posterior expansió islàmica en el segle VII en foren un primer punt d'inflexió significatiu, tot i que no tan radical com el que afectà l'educació llatina a Occident en el s. VI.
La continuïtat cultural present a l'Imperi Romà d'Orient fou la raó per la qual la literatura clàssica grega continuà sent apreciada fins i tot després del final de l'Antiguitat en el segle vii, i després dels conflictes de la primerenca època romana d'Orient. Després de la controvèrsia iconoclasta (segles VIII i sobretot a començament del segle IX), rarament es troben proves d'un rebuig significatiu de la literatura clàssica per part d'autors romans d'Orient. Per exemple, el monjo Maximus Planudes eliminà alguns epigrames de la seua edició de l'Antologia grega del 1301 que li semblaven ofensius, però aquesta censura en fou una excepció.
Tanmateix, sembla que en el segle IX el patriarca Foci I de Constantinobleo encara conservava íntegres alguns textos grecs antics clàssics i de l'Antiguitat tardana, hui perduts, com ara obres de Ctèsies de Cnidos, Diodor de Sicília, Dionisi d'Halicarnàs, Flavi Arrià, Cassi Dió, Publi Herenni Dexip, Prisc, Malc de Filadèlfia i Càndid Isàuric (alguns dels quals ja eren cristians), que llegia amb els seus amics, sense destriar entre autors pagans i cristians. En el segle x, l'emperador Constantí VII va fer avaluar i resumir obres d'historiadors (sobretot romans), alguns dels quals s'han perdut. En el segle xii  l'historiador Joan Zonaràs també emprà fonts històriques romanes d'Orient més antigues per al seu Epítom, el contingut del qual només és conegut pels seus resums. Per tant, especialment a Constantinoble, hi hagué biblioteques en què obres romanes d'Orient hui perdudes encara es conservaven en l'alta edat mitjana.
Com a motiu de la ruptura amb la literatura anterior durant l'edat mitjana s'addueix la disminució de la importància de la paideia a partir del segle xi, però sobretot, els aldarulls militars i socials que caracteritzaren l'època romana d'Orient tardana. Tanmateix, alguns erudits romans d'Orient com  Jordi Gemist Pletó transmeteren a l'Occident després de la caiguda de Imperi Romà d'Orient en el segle xv un nucli de saber i literatura grega antiga que havia perdurat al llarg de l'edat mitjana.

### L'herència àrab

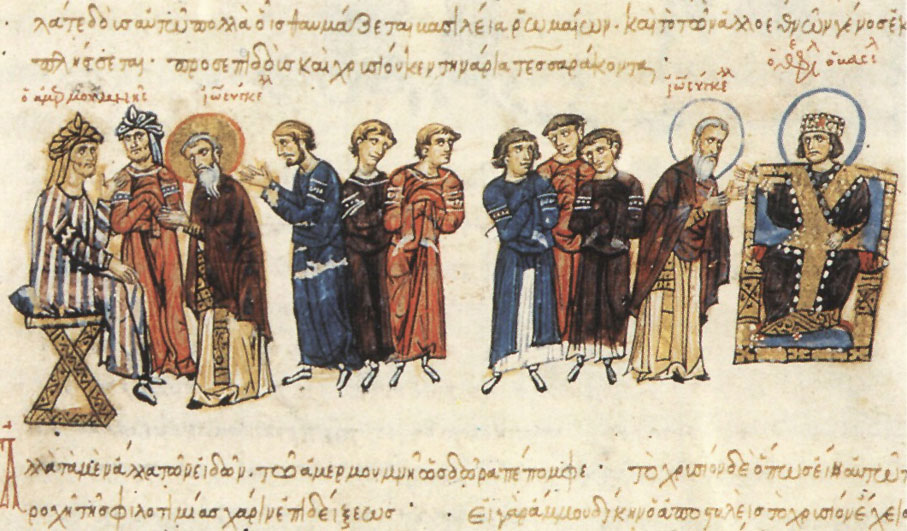
Ambaixada de Joan VII el Gramàtic el 829: a l'esquerra el califa Al-Mamun, l'emperador romà d'Orient Teòfil a la dreta. Detall del manuscrit Escilitzes Matritensis

L'expansió musulmana del segle vii arribà a grans parts de l'Imperi Romà d'Orient. A les regions de Palestina i Síria, a diferència d'Occident, s'observà una relativa continuïtat cultural: "Com que els invasors tenien gran interés en l'educació grega, molts textos van ser traduïts als nous idiomes locals i, a més a més, les estructures i biblioteques que podien garantir una educació superior van continuar existint". S'hi coneixen obres i reculls de traduccions i editors àrabs des del segle vii. Un paper important l'exerciren els erudits cristians sirians, l'interés dels quals en la ciència i la filosofia gregues es remuntava a l'Antiguitat tardana. Síria fou un punt de trobada per a dissidents, especialment per als monofisites, que foren perseguits per l'Església catòlica i bandejats allí.
Des del segle iii, l'Acadèmia Persa de Gundixapur en l'antic Imperi Sassànida havia estat recollint antics escrits científics que estaven disponibles per als estudiosos que escrivien en àrab. Harun al-Raixid va convocar a Joan Mesué (el Vell) a Bagdad, que havia estudiat a Gundixapur sota la tutela de Gabriel ibn Bachtischu. Per a la seua Casa de la Saviesa de Bagdad, el fill d'al-Rashid, el califa al-Mamun, en el segle ix, demanà escrits antics a l'emperador romà Teòfil, que es traduïren en gran nombre a l'àrab a Bagdad. Alguns traductors importants com Hunayn ibn Ishaq, que dirigia el grup de traductors de Bagdad, eren cristians i estaven familiaritzats amb la cultura antiga. A més a més dels llibres de medicina d'Hipòcrates i Galé, es van traduir del grec a l'àrab obres filosòfiques hel·lenes, mentre que altres obres com les d'Erasístrat eren conegudes pels erudits àrabs per cites llatines d'obres de Galé. La destrucció de llibres en l'Antiguitat tardana també s'ha relacionat en el món àrab amb els fonaments del cristianisme. Els avanços científics de l'Europa cristiana dels segles X i XI es deuen en part al coneixement àrab.

### La recerca i recuperació de textos
La recerca d'antics escrits per part d'erudits italians com Poggio Bracciolini marcà el començament del Renaixement europeu del segle xiv ençà. En un monestir alemany desconegut, Poggio va descobrir el 1418 una còpia de De rerum natura de Lucreci. Alguns papirs romans originals (d'Epicur i Filodem de Gadara) es trobaren en el segle xviii a la Vil·la dels Papirs d'Herculà. La lectura dels papirs herculans carbonitzats és més propera per l'aplicació de tècniques innovadores. També s'apliquen processos de recuperació de textos de palimpsestos, una tècnica iniciada al 1819 gràcies al treball d'Angelo Mai.